# Houthi-opstand in Jemen
De Houthi-opstand in Jemen, ook gekend als de Sa'dah-oorlog of het Sa'dah-conflict, is een conflict in Jemen dat startte in 2004 en nog steeds voortduurt. De opstand begon midden 2004 in Noord-Jemen, meer bepaald in het gouvernement Sa'dah, toen de dissidente religieuze leider Hussein Badreddin al-Houthi, het hoofd van de zaidieten, een opstand organiseerde tegen de Jemenitische regering. De meeste conflicten speelden zich aanvankelijk af in het gouvernement Sa'dah, maar er waren ook gevechten in de naburige gouvernementen Hajjah, 'Amran, Al Jawf en in de Saoedische provincie Jizan.
Sinds het begin van het conflict heeft de overheid de Houthi's er steeds van beschuldigd de regering te willen omvergooien. De regering beschuldigde eveneens Iran, dat ook sjiitisch is, ervan de Houthi's van steun te voorzien. In 2014 hebben de Houthi's grote delen van Jemen, waaronder ook de hoofdstad Sanaa, kunnen veroveren. De machtsgreep van de Houthi's werd voltooid in februari 2015, toen de rebellen via de televisie de ontbinding van het parlement en de installatie van een presidentiële overgangsraad aankondigden. Het machtsvacuüm dat onder andere hierdoor ontstond, leidde tot een burgeroorlog.

## Achtergrond
De Houthi's zijn zaidieten of "vijver-sjiieten" (een van de drie takken van het sjiisme) en rebelleerden tegen de Jemenitische regering, die grotendeels soennitisch is. De Houthi's beschuldigden de regering ervan hen economisch en religieus te discrimineren. Bovendien zijn de Houthi's het onder andere niet eens met de hereniging van Noord- en Zuid-Jemen van 1990. Zij streven ernaar om opnieuw een emiraat op te richten, met de regels van het sjiisme. Analisten achten het plausibel dat de Houthi's een eigen staat binnen Jemen willen creëren omdat een volledige dominantie binnen Jemen niet mogelijk is, aangezien de sjiieten slechts 30% van de totale bevolking van Jemen uitmaken.

## 2009 - 2010
Op 11 augustus 2009 startten regeringstroepen een nieuw offensief in het noordwesten van het land tegen de rebellen, die op dat moment delen van de provincies Sa'dah en Amran in hun handen hadden. De aanval kwam er als antwoord op de aanslagen en de ontvoeringen van buitenlanders door de rebellen. De rebellen beweerden echter dat er ontvoeringen uitgevoerd zijn door regeringsgetrouwen om vervolgens de schuld bij hen te leggen en om een grond te hebben voor het offensief. Bij de gevechten tussen de regeringstroepen en de sjiitische rebellen kwamen zeker honderd opstandelingen om het leven, waaronder ook twee rebellenleiders. Dit laatste werd door de rebellen tegengesproken. Door de gevechten gingen veel mensen op de vlucht. Een geïmproviseerd vluchtelingenkamp werd in september door het overheidsleger onder vuur genomen. Tachtig mensen kwamen daarbij om. De overheid ontkende echter luchtaanvallen te hebben uitgevoerd. De Verenigde Naties richtten enkele vluchtelingenkampen in de streek in.
Het conflict verspreidde zich ook over de grens met Saoedi-Arabië. Door gevechten tussen Saoedische troepen en Jemenitische rebellen werden in het najaar minsten 240 dorpen geëvacueerd lands Saoedische zijde. Saoedi-Arabië probeerde met bombardementen een soort bufferzone te creëren om te vermijden dat de rebellen de grens zouden oversteken.
Eind januari 2010 aanvaardden de Houthi's een wapenstilstand met de Jemenitische regering. De rebellen gingen in op de voorwaarden van de regering, waaronder het opheffen van wegblokkades, de terugtrekking en ontwapening van hun strijders en het vrijlaten van gevangenen. Daarnaast moesten de rebellen ook een staakt-het-vuren met Saoedi-Arabië afkondigen.

## 2011 - 2012: Arabische Lente
In januari 2011 sloeg de Arabische Lente ook over naar Jemen, waar, net als in de rest van de Arabische wereld, protesten ontstonden die riepen om verandering. De betogingen waren gericht tegen de armoede, de werkloosheid, de economische omstandigheden en de corruptie, maar er werd ook gedemonstreerd tegen voorstellen van de regering om de grondwet van Jemen te wijzigen. De demonstranten eisten ook het vertrek van president Ali Abdullah Saleh, die al sinds 1990 president was van het herenigde Jemen. Bij meerdere protesten in de maanden die volgden vielen doden en gewonden. In maart riep Saleh de noodtoestand uit en ontsloeg hij zijn hele kabinet. Het protest tegen de president werd heviger en er werd door enkele Golfstaten voorgesteld om als bemiddelaar op te treden tussen Saleh en de oppositie. De president weigerde echter meerdere malen om af te treden, en het kwam tot een gewapende opstand tegen Saleh, die steeds meer alleen kwam te staan en het leger inzette tegen de opstandelingen. Saleh werd begin juni bij een aanslag op het presidentieel paleis zwaar gewond. Na maanden van onrust trad Saleh in november 2011 af. Op 27 februari 2012 volgde Abd Rabbuh Mansur Al-Hadi, de voormalige vicepresident, hem officieel op.
Ook in het sjiitische noorden van het land waren er protesten tegen president Saleh. De leider van de militaire opstand in het noorden schaarde zich achter de protesten tegen de regering en riep op tot betogingen. Zo protesteerden tienduizenden sjiieten eind februari 2011 in de stad Sa'dah voor de val van de regering.

## 2014: Inname van Sanaa en overgangsregering

### Opmars naar en inname van de hoofdstad Sanaa
Aan het staakt-het-vuren kwam in 2014 een einde. In het noorden van Jemen werd opnieuw strijd geleverd door de sjiitische rebellen met de bedoeling hun grondgebied uit te breiden. In februari 2014 verjoegen de rebellen een andere clan in de provincie 'Amran. Geleidelijk aan wisten ze op te rukken naar de hoofdstad Sanaa. Begin juli waren er in en rond de hoofdstad hevige gevechten tussen regeringstroepen en rebellen waarbij tientallen doden vielen langs beide kanten.
Als waarschijnlijk antwoord op het sjiitische protest en om de gemoederen te bedaren ontsloeg president Hadi begin september 2014 de regering. Daarnaast besliste hij ook om een beperking van subsidies voor benzine, die door de regering was opgelegd, af te schaffen. Hiermee ging hij in op twee eisen van de Houthi-opstandelingen, die de weken ervoor hadden betoogd in Sanaa. De Houthi-rebellen grepen in de weken erna de macht in de hoofdstad. Bij het offensief vielen honderden doden en gewonden. Duizenden mensen gingen op de vlucht. Door het geweld werden ook vluchten geschrapt op de internationale luchthaven van Sanaa. De rebellen namen de zetel van de regering, het hoofdkwartier van het leger en de staatsomroep in. Zij richtten ook controleposten op aan de voornaamste punten van de hoofdstad en patrouilleerden door de straten. President Hadi beschuldigde de rebellen ervan in een complot te zitten om een burgeroorlog uit te lokken. Op 21 september ondertekenden de regering en de rebellen een onmiddellijk staakt-het-vuren, dat tot stand was gekomen door bemiddeling van de Verenigde Naties. De Houthi's verklaarden de hoofdstad enkel te willen ontruimen als zij meer inspraak krijgen in de overgangsregering.
Na de inname van de hoofdstad Sanaa zetten de Houthi-rebellen hun opmars verder. Op 14 oktober namen zij bezit van de havenstad Hodeida aan de Rode Zee. Het leger bood weinig weerstand tegen de opmars, mede door het in elkaar storten van de centrale regering.

### Gevechten tussen de Houthi's en Al Qaida
De opmars van de Houthi's zorgde ervoor dat ook Al Qaida, dat soennitisch is en de sjiieten als afvalligen beschouwt, de soennieten opriep om de Houthi-rebellen te bestrijden en dat het zelf acties ondernam tegen de opstandelingen. Op 28 september kwamen tientallen mensen om bij twee aanslagen op Houthi-strijders. In de stad Ma'rib bijvoorbeeld reed een zelfmoordterrorist met een bomauto in op een ziekenhuis dat door de strijders als basis werd gebruikt. Ook in de hoofdstad Sanaa waren er Al Qaida-aanslagen tegen de Houthi's. Op 9 oktober doodde een zelfmoordterrorist 43 mensen aan een controlepunt bij het Tahrirplein, op het moment dat mensen zich verzamelden voor een betoging voor de sjiitische opstandelingen. Daarnaast kwam het effectief ook tot gevechten tussen Al Qaida en de Houthi's. Tegelijkertijd zette Al Qaida zijn offensief tegen de regering verder, met onder andere aanslagen op 8 oktober op legerposten en regeringskantoren in de provincie Al Bayda', waarbij 29 doden vielen.
De confrontaties tussen de Houthi's en Al Qaida liepen hoger op in de tweede helft van oktober. In de stad Radha, ten zuiden van Sanaa, kwamen zeker 33 mensen om bij twee aanslagen. In deze regio namen soennitische stammen die Al Qaida steunden het op tegen de sjiitische rebellen. Als represaille zetten de Houthi's een tegenaanval in op het Al Qaida-bolwerk Kifa.

### Nieuwe regering
Begin november bereikten de strijdende partijen een overeenkomst over een nieuwe Jemenitische overgangsregering. Zowel de Houthi's als de radicaal-soennitische partij Al-Islah riepen president Hadi en premier Khaled Bahah op om een technocratenregering te vormen, met de belofte dat zij deze regering zouden steunen. Het akkoord sprak echter niet meer van een terugtrekking van de Houthimilities, een punt dat wel nog in het vorige akkoord van september had gestaan. Bovendien bood het slechts een gedeeltelijke oplossing voor het conflict: het akkoord zou enkel de confrontatie tussen de sjiitische Houthi's en de soennitische stammen regelen. De nieuwe regering trad aan op 8 november, met 36 leden, waaronder ook zes leden van de Houthi's, met Bahah als eerste minister.

### Aanhoudende onrust
De politieke situatie in Jemen bleef daarna erg onstabiel. Er werden over het hele land meerdere terroristische aanslagen gepleegd, onder andere door Ansar Al-Sharia, de Jemenitische tak van Al Qaida. Begin december was er bijvoorbeeld een zelfmoordaanslag voor de woning van de Iraanse ambassadeur in de hoofdstad Sanaa. Ansar Al-Sharia pleegde begin december een aanslag met twee autobommen op een hoofdkwartier van het leger. Daarbij kwamen minstens zeven soldaten om. Twee bomaanslagen in de stad Rada op sjiitische doelwitten maakten op 16 december minstens dertig slachtoffers. In de stad Ibb vond op 31 december 2014 een bomaanslag plaats gericht tegen de Houthi's. Daarbij kwamen 49 mensen om. Begin januari 2015 werden minstens dertig mensen gedood bij een aanslag op een politieacademie in Sanaa.

## 2015: Burgeroorlog

### Politieke instabiliteit
Vanaf 19 januari kwam het in de hoofdstad Sanaa weer tot gevechten tussen het regeringsleger en de Houthi's, die de controle wilden over de buurt van het presidentieel paleis. De rebellen beschoten het konvooi van premier Bahah. Ondanks een staakt-het-vuren kwam het op 20 januari weer tot gevechten, waarbij de rebellen wisten door te dringen in het paleis. De geruchten over een staatsgreep zwollen aan. Op 21 januari gaf president Hadi toe aan de rebellen en gaf hij hen inspraak in de belangrijkste overheidsinstellingen van het land en stemde hij in met een wijziging van de grondwet. Hadi bleef aan de macht, maar moest deze vanaf dan wel delen met de Houthi's. Het akkoord zou ook de mogelijkheid bieden om van Jemen een meer federale staat te maken. Een dag later bood de regering van premier Bahah al gevolg van de opmars van de Houthi-rebellen haar ontslag aan. Het ontslag van de president werd door het parlement niet aanvaard. De als staatsgreep geziene actie van de Houthi's leidde in de hoofdstad Sanaa en in het zuiden van het land tot protesten. De betogers probeerden om de ministers, die door de rebellen in hun ministeries omsingeld waren, te ontzetten. Er werden onderhandelingen opgestart om een bloedige confrontatie te vermijden.
In het zuiden van Jemen maakten de separatisten van de Zuidelijke Beweging gebruik van het machtsvacuüm om overheidsgebouwen en politiekantoren in de stad 'Ataq, de hoofdstad van het gouvernement Shabwah, te bezetten. De Zuidelijke Beweging is een los samenwerkingsverband van stammen die streven naar een onafhankelijk Zuid-Jemen. De separatisten konden bij hun opmars vaak rekenen op de steun van de bevolking. Met Shabwah kwam het aantal gouvernementen waar men de regering in Sanaa niet meer volgde, op vier. Ook in de havenstad Aden, de vroegere hoofdstad van Zuid-Jemen, namen separatistische milities de macht over.
Begin februari maakten de Houthi-rebellen de machtsgreep bekend via de televisie. Zij ontbonden het parlement en installeerden een presidentiële overgangsraad van vijf personen om het land voor de volgende twee jaar te besturen. Er werd ook melding gemaakt van een overgangsparlement. President Hadi ontvluchtte de hoofdstad Sanaa eind februari naar Aden, en trok zijn ontslag in. Hij stelde dat de maatregelen genomen door de Houthi's ongeldig waren.

### Overgang naar een burgeroorlog
Vanaf februari/maart 2015 ontwikkelde zich door de verzwakte positie van de regering en het ontbreken van een centraal gezag een machtsstrijd tussen verschillende partijen. Jemen raakte op deze manier verzeild in een burgeroorlog. Aan de ene kant bevinden zich de Houthi-rebellen, die verder naar het zuiden oprukten, en de troepen die trouw zijn gebleven aan ex-president Saleh. Zij voeren strijd tegen regeringstroepen trouw aan president Hadi en strijders die vechten voor de onafhankelijkheid van het zuiden van het land. Daarnaast maakt Al Qaida, en meer bepaald AQAP (Al Qaida in het Arabische Schiereiland) gebruik van het machtsvacuüm om gebied te veroveren in het oosten van het land. Zij worden daar ook bestreden door soennitische stammenmilities die hun grondgebied willen vrijwaren.
Op 26 maart 2015 begon een Arabische coalitie, onder leiding van Saoedi-Arabië, met bombardementen op de sjiitische Houthi's. Deze werden begin april door de Iraanse president Hassan Rouhani veroordeeld. Hij riep op om de strijdende fracties bij elkaar te brengen en te praten over een wapenstilstand. Op 21 april kondigde Saoedi-Arabië onverwacht het einde aan van de bombardementen. De Saoedische televisiezender al-Arabiya meldde dat "coalitie haar militaire doelstellingen in Jemen had behaald". De blokkades van de havens bleef echter bestaan. De bombardementen stopten echter niet volledig. Een dag na de aankondiging waren er nog steeds luchtaanvallen op Jemen, meer bepaald in en rond Ta'izz en de havenstad Aden. De bombardementen waren echter minder talrijk dan voor de aankondiging. Volgens het Saoedische leger werd het aantal verminderd, maar waren er toch nog luchtaanvallen om de Houthi's  te verhinderen zich te verplaatsen en om de bevolking te beschermen.